# Молино дел Пјано (Фиренца)
Молино дел Пјано је насеље у Италији у округу Фиренца, региону Тоскана.
Према процени из 2011. у насељу је живело 1447 становника. Насеље се налази на надморској висини од 104 м.